# 6 Pułk Huzarów (austro-węgierski)

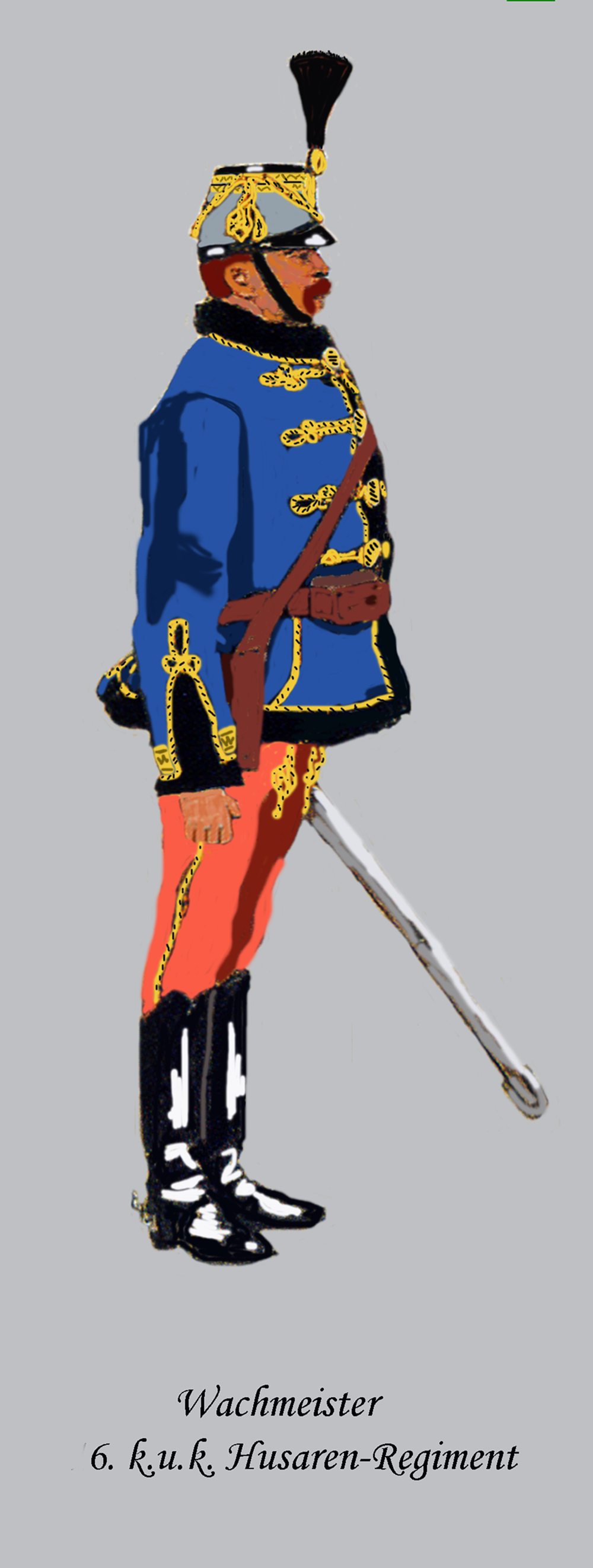
Wachmistrz HR. 6

Pułk Huzarów Nr 6 (HR. 6) – pułk kawalerii cesarskiej i królewskiej Armii.

## Historia pułku
W 1734 roku został utworzony Regiment Alexandra Károly von Nagy-Károly.
Na przełomie 1859 i 1860 roku pułk został przeniesiony do Bochni, w 1866 roku do Klagenfurtu, w 1871 roku do Gyöngyös, w 1877 roku do Stockerau, w 1878 roku do Wiednia, w 1880 roku do Zagrzebia, w 1885 roku do Varaždina, a w 1886 roku do Timișoary na terytorium 7 Korpusu.
W 1888 roku pułk został przeniesiony do Bratysławy na terytorium 5 Korpusu i włączony w skład tamtejszej 16 Brygady Kawalerii. W następnym roku sztab pułku razem z 2. dywizjonem i kadrą zapasową stacjonował w Bratysławie, a 1. dywizjon w Neusiedl am See.
W 1893 roku pułk został przeniesiony do Rzeszowa na terytorium 10 Korpusu i włączony w skład tamtejszej 14 Brygady Kawalerii, natomiast kadra zapasowa została przeniesiona do Koszyc na terytorium 6 Korpusu.
W 1898 roku pułk został przeniesiony na terytorium 3 Korpusu (sztab pułku i 2. dywizjon do Klagenfurtu, 1. dywizjon do Seebach) i włączony w skład 3 Brygady Kawalerii, natomiast kadra zapasowa została przeniesiona do Gyöngyös na terytorium 6 Korpusu, z którego pułk otrzymywał rekrutów.
W 1914 roku sztab pułku razem z 2. dywizjonem stacjonował w Klagenfurcie, 1. dywizjon w Villach, a kadra zapasowa w Gyöngyös. Pułk nadal pozostawał w składzie 3 Brygady Kawalerii.
Żołnierze nosili attylę jasnoniebieską, a guzy do pętlic („oliwki”) były złote; czako –  popielate.
Swoje święto pułk obchodził 22 maja w rocznicę bitwy pod Aspern stoczonej w 1809 roku.

## Organizacja pokojowa pułku
- Komenda
- pluton pionierów
- patrol telegraficzny
- Kadra Zapasowa
- 1. dywizjon
- 2. dywizjon

W skład każdego dywizjonu wchodziły trzy szwadrony liczące 117 dragonów. Stan etatowy pułku liczył 37 oficerów oraz 874 podoficerów i żołnierzy.

## Szefowie pułku
Kolejnymi szefami pułkami byli:
- GdK Alexander Károly von Nagy-Károly(inne języki) (1734 – 1737),
- GdK Franz Károly von Nagy-Károly (1738 – †14 VIII 1758),
- FML Rudolf von Pálffy ab Erdöd (1759 – †1 IV 1768),
- FM Andreas Hadik von Futak (1768 – †12 III 1790),
- GdK Ernst von Blankenstein(inne języki) (1791 – †12 VI 1812),
- król Wirtembergii Wilhelm I (1814 – †25 VI 1864),
- król Wirtembergii Karol (1864 – †6 X 1891),
- król Wirtembergii Wilhelm II (od 1891)[1].

## Komendanci pułku
- ppłk / obrist Johann Baranyay (1734 – 1737)
- płk Ludwig Wattmann de Maelcamp-Beaulieu (1866)
- płk Władysław von Smagalski (1866 – 1872 → komendant 12 Brygady Kawalerii)
- ppłk / płk Stephan Wojnarovits (1872 – 1876)
- płk Alphons von Kodolitsch (1876 – 1881)
- ppłk / płk Anton Gábor (1881 – 1884)
- płk Emerich Mécsery de Tsóor (1884 – 1886)
- ppłk / płk Ludwig Francke de Almás (1886 –1888)
- ppłk / płk Joseph Nechwalsky von Csókakö (1888 – 1894 → komendant 7 Brygady Kawalerii)
- płk Victor von Mouillard (1894 – 1895)
- ppłk / płk Ludwig Breda (1895 – 1901 → komendant 17 Brygady Kawalerii)
- płk Johann Jovanović von Hambar (1901 – 1905)
- płk Theodor Kubinyi von Felsö-Kubin und Nagy-Olászi (1905 – 1908)
- płk Attila Máriássy de Markus- et Batizfalva (1908 – 1911 → kapitan porucznik k.-węg. Gwardii Przybocznej Trabantów)
- ppłk / płk Joseph Kollowratnik (1911 – 1914[1])

## Oficerowie
- rtm. Józef Zaleski